# Cinefantastique
Cinefantastique é uma publicação norte-americana dedicada ao cinema de horror, fantasia e ficção científica, originalmente editada como uma revista impressa entre 1970 e 2006. A partir de 2003 até seu último ano de publicação por meio impresso, foi renomeada como CFQ. Foi relançada em 2007 como Cinefantastique Online.

## História
Frederick S. Clarke, então um estudante universitário, criou o periódico em 1967, usando um mimeógrafo no sótão da casa de sua mãe. Originalmente uma fanzine ou boletim informativo, teve a primeira edição em papel couché publicada em 1970, a um custo de 280 dólares, quantia que Clarke acumulou trabalhando como vendedor de materiais de laboratório; uma ilustração de Alan Arkin em Catch-22 estampou a capa. A publicação tornou-se uma revista trimestral conhecida por seus layouts simplificados, análise aprofundada de técnicas de produção cinematográfica, fotos exclusivas de bastidores e críticas pouco lisonjeiras.
Após a morte de Clarke em 2000, o redator Dan Persons assumiu como editor-chefe. Nesse ano, a circulação do periódico já havia aumentado de 1 000 para 30 000 exemplares. Em 2003, a Cinefantastique foi vendida para Mark Altman, ex-redator da revista, que mudou oficialmente o nome da publicação para CFQ, como os leitores já a chamavam informalmente. A revista deixou de ser impressa em 2006 e, no ano seguinte, o ex-redator Steve Biodrowski lançou a Cinefantastique Online, que atualmente ainda está em operação. Em 2009, a revista foi adquirida e se tornou uma marca comercial de propriedade da Fourth Castle Micromedia (anteriormente SphereWerx), uma empresa sediada em Nova Iorque.

## Legado e análises
O crítico de cinema Alan Jones, colaborador de longa data da revista, comentou que a Cinefantastique "abriu caminho para a explosão de revistas orientadas para filmes de fantasia" que ocorreu com o lançamento original de Star Wars, ocasião na qual várias editoras perceberam que o gênero deixara de ser restrito a um público de nicho e havia se tornado mainstream. Entre essas publicações estão Starlog, Cinefex, Fangoria, Starburst, The House of Hammer, Shivers e Gorezone.
Por sua postura independente, o periódico teve alguns confrontos com Hollywood. Jones e Myrna Oliver, jornalista do Los Angeles Times, relataram que George Lucas proibiu qualquer cooperação futura entre a Lucasfilm e a revista após esta ter divulgado o enredo de Return of the Jedi em 1983, muito antes do lançamento do longa-metragem nos cinemas. Clarke e seus redatores também foram banidos pela Warner Bros. por publicarem fotos do acidente de helicóptero que matou o ator Vic Morrow durante as filmagens de Twilight Zone: The Movie. Joe Dante, o diretor de Gremlins, estava entre os que se recusaram a ser entrevistados pela revista.
Na obra de referência The Encyclopedia of Science Fiction, Peter Nicholls escreveu que a Cinefantastique "é de longe a mais útil revista americana de cinema fantástico, tendo uma orientação menos juvenil e (aparentemente) menos dependente dos estúdios para material pictórico e, portanto, mais independente em seus julgamentos [do que outras revistas]". Oliver comparou a relação da revista com Hollywood a um duelo entre Davi e Golias: "Pequena, mas poderosa, é como um pequeno Davi que, se não matou os Golias da indústria cinematográfica, certamente os irritou".